# بلدة هاستينغز تشارتر (ميشيغان)
هاستينغز تشارتر (بالإنجليزية: Hastings Charter Township, Michigan)‏ هي بلدة تقع بولاية ميشيغان في الولايات المتحدة. تبلغ مساحتها 79.1 (كم²)، وترتفع عن سطح البحر 255 م، بلغ عدد سكانها 2948 نسمة في عام تعداد الولايات المتحدة 2010 حسب إحصاء مكتب تعداد الولايات المتحدة وتصل الكثافة السكانية فيها 37.9 نسمة/كم2.

## وصلات خارجية
- www.hastingstownship.com
- The US50 - Cities and Towns in Michigan State
- Michigan Cities and Towns, Facts, Map, Flag, Colleges, Government, and More